# Абалора, Разак
Разак Абалора (англ. Razak Abalora; род. 4 сентября 1996, Аккра) — ганский футболист, вратарь албанского клуба «Эльбасани». Выступал в национальной сборной Ганы.

## Карьера

### Начало карьеры
Воспитанник футбольной академии ганского отделения нидерландского клуба «Фейеноорд». В сезоне 2016 года был основным вратарём клуба, проведя за сезон 24 матча. В июле 2017 года футболист перешёл в танзанийский клуб «Азам». В клубе футболист стал одним из ключевых игроков клуба, вместе с которым также стал обладателем Кубка Танзании. В рамках танзанийского чемпионата футболист провёл за клуб 100 матчей.

### «Асанте Котоко»
В октябре 2020 года футболист на правах свободного агента перешёл в ганский клуб «Асанте Котоко», подписав трёхлетний контракт. Дебютировал за клуб 20 декабоя 2020 года в матче против клуба «Дримз». Также футболист вместе с клубом принимал участие в рамках Лиги чемпионов КАФ и Кубка Конфедерации КАФ. Стал серебряным призёром ганского чемпионата. За полтора сезона в клубе провёл 36 матчей во всех турнирах, в которых 18 раз оставлял свои ворота нетронутыми.

### «Шериф»
В январе 2022 года футболист перешёл в молдавский клуб «Шериф», с которым был заключён трёхлетний контракт. Дебютировал за клуб 19 марта 2022 года в матче против клуба «Сфынтул Георге». Вместе с клубом стал победителем молдавского чемпионата. В финале Кубка Молдавии 21 мая 2022 года одержал победу против клуба «Сфынтул Георге», тем самым став обладателем титула. В своём дебютном сезоне футболист провёл 6 матчей во всех турнирах, из которых 4 раза не пропустил ни одного гола.
В июле 2022 года футболист вместе с клубом отправился на квалификационные матчи Лиги чемпионов УЕФА. Первый матч в рамках еврокубкового турнира сыграл 6 июля 2022 года против боснийского клуба «Зриньски». Вместе с клубом дошёл до третьего квалификационного раунда, где по сумме матчей уступили чешской «Виктории». Первую половину сезона футболист провёл на скамейке запасных, также не попав в заявку клуба на матчи Лиги Европы УЕФА и Лиги конференций УЕФА. Первый матч в сезоне сыграл 4 марта 2023 года в рамках Кубка Молдовы против клуба «Дачия-Буюкань». Первый матч в Суперлиге сыграл 13 марта 2023 года против клуба «Бэлць». Вторую половину сезона футболист провёл как основной вратарь клуба. Вместе с клубом стал победителем молдавской Суперлиги. Также вместе с клубом стал обладателем Кубка Молдовы, в финале 28 мая 2023 года в серии пенальти обыграв клуб «Бэлць», однако сам футболист остался на скамейке запасных. За сезон футболист отличился 12 «сухими» матчами в 17 сыгранных матчах во всех турнирах. Новый сезон футболист начал со скамейки запасных. Первый матч за клуб в сезоне сыграл 24 сентября 2023 года против кишинёвского клуба «Зимбру». Однако затем футболист выбыл из распоряжения клуба.

### «Петрокуб»
В январе 2024 года футболист перешёл в молдавский клуб «Петрокуб».

## Международная карьера
В 2019 году футболист получил вызов в национальную сборную Ганы. Дебютировал за сборную 12 октября 2020 года в товарищеском матче против сборной Катара.

## Достижения
«Азам»
- Обладатель Кубка Танзании: 2018/19
- Обладатель Клубного Кубка КЕСАФА: 2018
- Обладатель Кубка Мапиндузи (2): 2018, 2019

«Шериф»
- Чемпион Молдовы (2): 2021/22, 2022/23
- Обладатель Кубка Молдовы (2): 2021/22, 2022/23